# Joseph Hardy Neesima
Joseph Hardy Neesima (新島 襄 Niijima Jō?,  Edo, 12 de febrero de 1843 - Ōiso, 23 de enero de 1890), cuyo nombre de nacimiento era Niijima Shimeta (新島 七五三太?), fue un misionero cristiano y educador japonés. Fue el fundador de la Universidad Doshisha y la Universidad Femenina de Artes Liberales de Doshisha.

## Biografía

### Primeros años
Neesima nació el 12 de febrero de 1843 en Edo (hoy en día la ciudad de Tokio), como hijo de Tomi y Tamiji Niijima, un retenedor samurái del clan Itakura de Annaka. Para 1864, las leyes sobre el aislamiento nacional todavía estaban vigentes en Japón y los japoneses no podían viajar al extranjero sin el permiso del gobierno. Sin embargo, Neesima había leído extensamente sobre varios temas rangaku y estaba decidido a viajar a América. A la edad de 21 años, le instó al Capitán William T. Savory, de Salem, Massachusetts, y comandante del bergantín Berlin, para un viaje seguro a los Estados Unidos. Su objetivo era estudiar más a fondo la ciencia occidental y el cristianismo. El capitán Savory aceptó ayudarlo, siempre y cuando Neesima subiera a bordo por la noche y sin la ayuda de la tripulación del barco. Sabiendo que Neesima podía ser ejecutado si era descubierto, Savory le escondió de los funcionarios de aduanas en su camarote. Luego aseguró el paso de Neesima de China a los Estados Unidos en el Wild Rover, comandado por el Capitán Horace Taylor de Chatham, Massachusetts. El Wild Rover era propiedad de Alpheus Hardy, de quien más adelante tomaría el apellido.

### En Estados Unidos
Cuando Neesima arribó a Andover, Massachusetts, fue patrocinado por Alpheus y Susan Hardy, miembros de la Old South Church, quienes también se ocuparon de su educación. Asistió a la Phillips Academy de 1865 a 1867 y luego al Amherst College, donde recibió gran influencia del profesor Julius Seelye, de 1867 a 1870. Al graduarse de Amherst, Neesima se convirtió en el primer japonés en recibir una licenciatura. Fue bautizado en 1866 y se fue a estudiar al Seminario Teológico de Andover en 1870. Cuando la misión Iwakura visitó los Estados Unidos en 1871 en su expedición alrededor del mundo, Neesima ayudó como intérprete. Viajó con la misión durante más de un año, en Europa y Estados Unidos.
A su regreso, completó sus estudios en el Seminario Teológico de Andover, y en 1874, se convirtió en el primer japonés en ser ordenado por el Rev. A.C. Thompson el jueves 24 de septiembre en Mount Vernon Church, Boston como ministro protestante. En el mismo año, Neesima asistió a la 65.ª reunión anual de la Junta de Comisionados Americanos para Misioneros Extranjeros en una iglesia congregacional en Rutland, Vermont, e hizo una petición para obtener fondos y construir una escuela cristiana en Japón.

### Regreso a Japón
Con el apoyo y la financiación que recibió, Neesima regresó a Japón y en 1875 fundó una escuela en Kioto, que creció rápidamente y más tarde se convirtió en la Universidad Doshisha. En octubre de 1875, se comprometió con Yamamoto Yaeko, quien también se convirtió al cristianismo. 
Neesima y Yamamoto se casaron el 3 de enero de 1876. Junto con su esposa y cuñado, Yamamoto Kakuma, dirigieron la nueva escuela. Al ser educado en los Estados Unidos, Neesima creía en los derechos de las mujeres. Si bien contradijo las normas sociales del período Edo de Japón, resultó ser un equilibrio para mujeres enérgicas como Yamamoto. La cortesía dada por Neesima hacia su esposa fue vista como algo "malo", y en consecuencia Yamamoto fue criticada como una "mala esposa" por la sociedad japonesa a lo largo de su matrimonio. Al contrario de las parejas japonesas tradicionales, Neesima y Yamamoto eran amorosos entre sí. Neesima describió su estilo de vida como "hermoso" en una carta a amigos en Estados Unidos. Neesima murió en 1890, a la edad de 46 años, en Oiso, Kanagawa, y fue enterrado en Kioto.